# 超級機器人大戰MX

「超級機器人大戰MX 攜帶版」的遊戲封面

《超級機器人大戰MX》（日语：スーパーロボット大戦MX）、《超級機器人大戰MX 攜帶版》（スーパーロボット大戦MX ポータブル）為萬普發行的回合制戰略RPG。簡稱「機戰MX」「SRWMX」。

## 參戰作品

### 一覽
★標誌為系列作初參戰作品、☆標誌為在家用機中的初參戰作品。P標誌為在PSP版攜帶機中的初參戰作品
- 機器勇士（マシンロボ クロノスの大逆襲）
- P 新世紀福音戰士（新世紀エヴァンゲリオン）
- P THE END OF EVANGELION（THE END OF EVANGELION）
- ☆GEAR戰士電童（GEAR戦士電童）
- 機動戰艦撫子（機動戦艦ナデシコ）
- ☆劇場版 機動戰艦撫子 -The prince of darkness-（劇場版 機動戦艦ナデシコ -The prince of darkness-）
- 機動戰士Z GUNDAM（機動戦士Ζガンダム）
- 機動戰士GUNDAM ZZ（機動戦士ガンダムΖΖ）
- 機動戰士GUNDAM 逆襲的夏亞（機動戦士ガンダム 逆襲のシャア）
- 機動武鬥傳G GUNDAM（機動武闘伝Gガンダム）
- ☆機甲戰記威龍（機甲戦記ドラグナー）
- 無敵鐵金剛（マジンガーZ）
- 金剛大魔神（グレートマジンガー）
- 金剛戰神（UFOロボ グレンダイザー）
- 劇場版無敵鐵金剛系列（劇場版マジンガーシリーズ）
- 蓋特機器人（ゲッターロボ）
- 蓋特機器人G（ゲッターロボG）
- ★冥王計劃傑歐萊馬（冥王計画ゼオライマー）
- 鬥將大武士（闘将ダイモス）
- 勇者萊汀（勇者ライディーン）
- ★P翼神世音（ラーゼフォン）
- 萬普原創（バンプレストオリジナル）

### 解說
初登場作品有《冥王計劃傑歐萊馬》和《翼神世音》2部作品。《GEAR戰士電童》、《劇場版 機動戰艦撫子 -The prince of darkness-》、《機甲戰記威龍》是在家用遊戲機初參戰。另外，《新世紀福音戰士》、《翼神世音》則是在移植往PSP時首次在攜帶型遊戲機參戰。

### 封面登場機體
雖然構圖有不同，但PS2、PSP版的封面機体相同。
- 萊汀（勇者萊汀）
- GEAR戰士 電童（GEAR戰士電童；PSP版為：電童·火鳳凰模式）
- 大武士（鬥將大武士）
- 無敵鐵金剛（無敵鐵金剛）
- 機器勇士（機器勇士）
- 黑百合（劇場版 機動戰艦撫子 -The prince of darkness-）
- 天之傑歐萊馬（冥王計劃傑歐萊馬）
- EVANGELION初號機（新世紀福音戰士）
- ZGUNDAM（機動戰士Z GUNDAM）
- 翼神世音（翼神世音）

## 原創角色
本作主角固定為主駕駛員雨果·梅迪歐（男性）及副駕駛員雅奎兒·肯特羅姆（女性）。機體方面，可選擇真實系的賽貝拉斯或超級系的加爾姆雷德。
雨果·梅迪歐（聲優：高橋廣樹）
雅奎兒·肯特羅姆（聲優：白鳥由里）

### 主角機
真實系
賽貝拉斯（Cerberus）
超級系
加爾姆雷德（Garmraid）

## 工作人員
出品人
寺田貴信
じっぱひとからげ
菊池博
導演
早浚真澄
原創機體設計
青木健太
斎藤和衛
原創角色設計
河野さち子
系列構成・腳本
千住京太郎

## 主題歌
開場曲「VICTORY」
- 作詞：影山浩宣
- 作・編曲：河野陽吾
- 歌：JAM Project

結尾曲
- 作詞：奧井雅美
- 作・編曲：河野陽吾
- 歌：JAM Project

## 外部連結
- 超級機器人大戰MX 攜帶版(超級機械人大戰官方網站) （页面存档备份，存于）